# Marie-Ève Nault
Marie-Ève Nault (* 16. Februar 1982  in Trois-Rivières, Québec) ist eine ehemalige kanadische Fußballspielerin.

## Werdegang
Nault begann mit dem Fußballspielen an der Highschool ihrer Geburtsstadt, mit der sie mehrere regionale Meisterschaften gewann. Sie erhielt mehrere Auszeichnungen und war zeitweise die erfolgreichste Torschützin ihrer Mannschaft. Auch an der University of Tennessee gehörte sie zu den herausragenden Spielerinnen, wobei sie zur wertvollsten Abwehrspielerin wurde.
Nault machte kurz vor ihrem 22. Geburtstag am 30. Januar 2004 beim Vier-Nationen-Turnier in China gegen China  ihr erstes von mittlerweile 43 Länderspielen und bestritt danach noch einige Spiele in der Nationalmannschaft. Zwischen 2005 und 2008 kam sie aber nicht mehr zum Einsatz. Erst beim Zypern-Cup 2009, den Kanada im Finale gegen England verlor, wurde sie wieder eingesetzt und etablierte sich dann in der Nationalmannschaft. 2010 gewann sie mit Kanada zunächst den Zypern-Cup und dann den Gold Cup, wodurch sich die Kanadierinnen direkt für die WM 2011 qualifizierten, bei der sie im Eröffnungsspiel auf Gastgeber Deutschland trafen. 2011 konnte sie den Erfolg beim Zypern-Cup wiederholen. Sie war Mitglied des kanadischen Kaders für die WM und wurde im Eröffnungsspiel gegen Deutschland und damit ihrem ersten WM-Spiel eingesetzt. Sie wurde aber zur zweiten Halbzeit ausgewechselt, da sie beim 0:1 und in einigen anderen Situationen Probleme hatte. Im zweiten Spiel gegen Frankreich wurde sie nicht eingesetzt, erst im letzten – für den Turnierverlauf bedeutungslosen – Gruppenspiel kam sie wieder zum Einsatz, schied aber mit Kanada nach drei Niederlagen in der Vorrunde aus.
2015 wurde sie in den Kader der Nationalmannschaft für die Weltmeisterschaft im eigenen Land berufen. Nach 71 Länderspielen für die kanadische Nationalmannschaft und 144 Vereinsspielen, beendete sie im Februar 2017 ihre aktive Spielerkarriere.

## Erfolge
- CONCACAF Women’s Gold Cup 2010 Sieger
- Zypern-Cup-Sieger 2010 und 2011